# 內代利諾

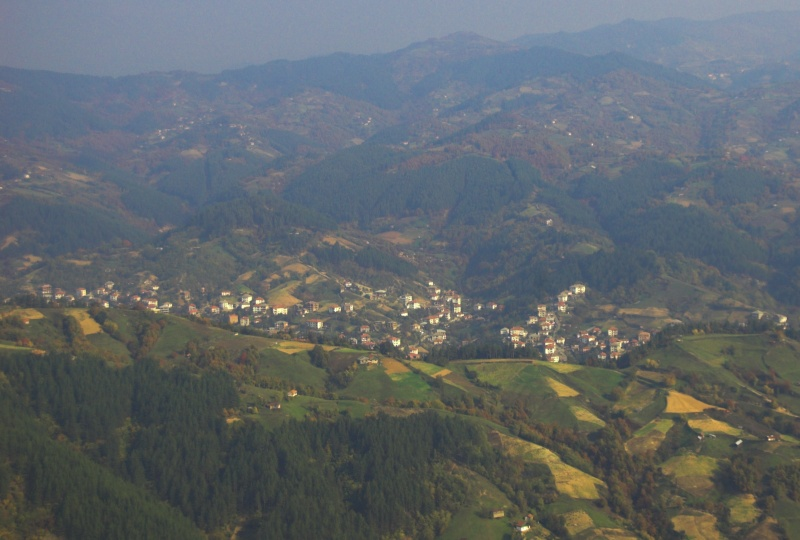

內代利諾是保加利亞的城鎮，位於該國南部，距離首府斯莫梁55公里，由斯莫梁州負責管轄，面積43.33平方公里，海拔高度526米，受大陸性氣候影響，2010年人口4,549，居民主要信奉伊斯蘭教。